# 水平線のうた
『水平線のうた』（すいへいせんのうた）は、2025年3月1日、8日にNHK総合・NHK BSプレミアム4Kの「土曜ドラマ」枠で放送されたテレビドラマ。主演は阿部寛。
震災で妻と娘が行方不明となり、タクシー運転手として働く主人公が、乗客の女子高生が口ずさんだ曲をきっかけに妻の想いを知り、女子高生や音楽仲間とともに、町にささやかな奇跡を起こす姿が描かれる。

## あらすじ
大林賢次は石巻でタクシーの運転手として働いている。13年前、東日本大震災の津波で賢次の妻と子が行方不明になっており、津波で亡くなった人の霊がタクシーに乗るという話を聞いて、妻子に会いたい思いから就いた仕事だった。ある夜、タクシーに乗せた女子高生・りらが口ずさんだ歌には聞き覚えがあった。音楽教師だった妻・早苗が亡くなる前にピアノでよく弾いていたメロディーだが、曲名がわからないままだった。
後日、公園でりらを見かけた賢次は、あの曲について尋ねてみる。りらに言われるまま、大船渡のカフェへ行くと、そこで13年前に海岸へ流れ着いた楽譜を手渡される。妻の書いたパート譜だった。妻の恩師である菊池から、その曲は結婚10周年を記念して妻が作曲した四重奏曲だったことを賢次は聞かされる。妻は病院のサロンコンサートでその曲を披露していたが、賢次は行っておらず、他のメンバーも既に亡くなったという。
譜面を復元して再び曲を演奏することを、りらから勧められた賢次は、その実現のために動き出す。

## キャスト

### 主要人物
大林賢次
演 - 阿部寛
タクシーの運転手。東日本大震災で妻子が行方不明となっている。運転手になって13年経った。
阿部りら
演 - 白鳥玉季
女子高生。賢次のタクシーに乗車し、懐かしい曲を口ずさむ。霊の声を聴く不思議な能力を持つ。
大林早苗
演 - 松下奈緒
賢次の妻。石巻の高校の音楽教師。東日本大震災で10歳の娘・花苗とともに行方不明になっている。
震災の直前、賢次にサプライズで聴かせるために四重奏の曲を作っていた。
菊池敏子
演 - 加藤登紀子
早苗の恩師。通院に賢次のタクシーを利用している。早苗の残した曲の楽譜作成に協力する。

### 周辺人物
及川皇
演 - 中川翼
東京の音大生。石巻の公園で演奏している時に賢次たちと出会う。
小林雪乃
演 - キタキマユ
石巻市役所の職員。震災で亡くなった先輩職員の前田和子の思いを継ぐ形で四重奏でフルートを演奏する。
阿部一樹
演 - 山中崇
りらの父。妻とは震災後に離婚し、１人でりらを育ててきた。賢次がりらに近づくことを良く思っていない。
三好
演 - 宇野祥平
大船渡の音楽喫茶の主人。震災で遊び場を失った子供たちの面倒をみてきた。りらが心を許している。
小野寺旬子
演 - 松岡依都美
石巻の病院で働く看護師。
大谷
演 - 山本浩司
ラーメン屋の店主。賢次が主催する音楽祭の司会をすることになる。
佐々木
演 - 菅原大吉
ラーメン屋の常連客。賢次にアドバイスする。
月野
演 - 佐々木史帆
ラーメン屋の常連客。
谷口明
演 - 前原滉
石巻で牡蠣養殖を営む漁師。震災で亡くなった従弟・隆が早苗の四重奏にチェロで参加する予定だった。

### ゲスト

#### 前編
大林花苗
演 - 木村日鞠（後編）
賢次と早苗の娘。
大林賢太郎
演 - 吉澤健（後編）
賢次の父。
恵子
演 - 萩野みかん（後編）
三好とともに音楽喫茶を営んでいる。
翔
演 - 安光隆太郎
女川駅前でりらに絡む男性。
信子
演 - 小野寺ずる（後編）
ラーメン屋の店員。

#### 後編
りらの母
演 - 上島奈津子
離婚して別に家庭を持っている。音楽祭でりらと再会する。
遠藤
演 - 遠藤伸一（本人）
自宅跡の野外劇場の持ち主。賢次に被災経験を話す。
田中隆
演 - 藤村俊太郎
四重奏にチェロで参加する予定だった消防士。
田中剛
演 - 渡辺憲吉
石巻の漁師。隆の父。
田中みどり
演 - 円城寺あや
隆の母。
音楽祭の参加者
演 - LIBOO、Free Electrons Session、三浦尋子と内海ミイ子

## スタッフ
- 脚本 - 港岳彦[1]
- 原案・音楽 - 岩代太郎[2]
- 制作統括 - 杉田浩光（テレビマンユニオン）、高橋練（NHKエンタープライズ）、磯智明（NHK）[2]
- 演出 -  岸善幸[2]
- 制作 - NHKエンタープライズ
- 制作著作 - NHK

## 放送日程
| 話数 | 放送日  |
| ---- | ------- |
| 前編 | 3月01日 |
| 後編 | 3月08日 |